# Venas cerebelares
Las venas cerebelares son venas que drenan el cerebelo. Consisten en las venas cerebelosas superiores y las venas cerebelosas inferiores. Las venas cerebelosas superiores pasan parcialmente hacia adelante y medialmente, a través del vermis superior, para terminar en el seno recto y las venas cerebrales internas, en parte lateralmente hacia los senos petrosos transverso y superior. Las venas cerebelosas inferiores son de gran tamaño y terminan en los senos transverso, petroso superior y occipital.

## Imágenes Adicionales

Diagrama de la circulación arterial en la base del encéfalo (visión inferior).

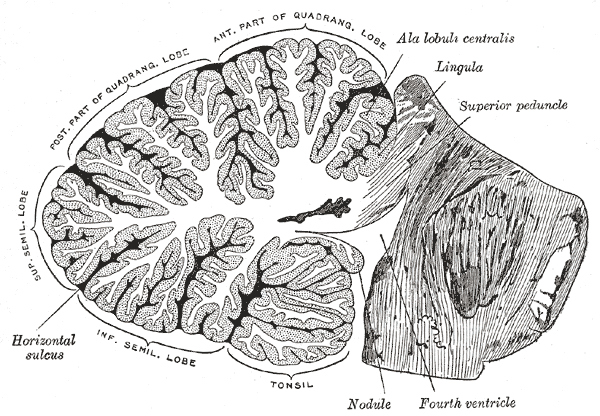
Sección sagital del cerebelo, cerca de la unión del vermis con el hemisferio. (Las venas no son visibles, pero se pueden ver regiones).